# Atlantische grijze elenia
De Atlantische grijze elenia (Myiopagis caniceps) is een zangvogel uit de familie Tyrannidae (tirannen).

## Kenmerken
De vogel is 12 tot 14 cm lang. De vogel heeft een grijze kop met een wit vlekje voor de bovensnavel. De rug is olijfgroen en de vleugels zijn donkerder en hebben drie vleugelstreepjes. Het grijs van de kop en borst gaat geleidelijk over in helderwit op de buik.

## Verspreiding en leefgebied
Deze soort komt voor van zuidoostelijk Brazilië tot Bolivia, Paraguay en noordelijk Argentinië. De leefgebieden liggen in natuurlijk bos op hoogten tussen 0 en 1900 boven zeeniveau. Het is geen bedreigde vogelsoort.

## Status
De grootte van de populatie is niet gekwantificeerd maar de soort wordt omschreven als vrij algemeen maar met een versnipperde verspreiding. Op de Rode lijst van de IUCN heeft deze soort de status niet bedreigd.